# Bugs Bunny et le Magicien
Pour plus de détails, voir Fiche technique et Distribution.
On a perdu un lapin ou Bugs Bunny et le Magicien (Case of the Missing Hare) est un cartoon Merrie Melodies de 1942, réalisé par Chuck Jones et mettant en scène Bugs Bunny et Ala Bahma, un magicien arabe. Il fut plus tard redoublé en français sous le titre Le Chapeau magique.

## Synopsis
Nous voyons un magicien corpulent et à longues moustaches, du nom d'Ala Bahma, clouer partout des affiches publicitaires de son spectacle. Le magicien en cloue aussi une sur le tronc d'un arbre creux où Bugs a emménagé et entreposé ses carottes. Le lapin déchire l'affiche en sortant pour chercher de nouvelles carottes à grignoter. Le magicien, furieux, recouvre le trou d'une nouvelle affiche... que Bugs déchire immédiatement. Bugs fait des remontrances à son adversaire, museau contre nez. Ala Bahma demande alors s'il aimerait une tarte aux mûres. Bugs change d'attitude et accepte avec joie, mais Ala Bahma fait apparaître une tarte d'un foulard et il envoie cette tarte dans la figure du lapin. Cela provoque le désir de vengeance de Bugs, où il parodie la célèbre réplique de Groucho Marx : « Of course, you know this means war! ». 

Le soir même, Ala Bahama présente son numéro. Il envoie sa cape au loin. Mais celle-ci reste à flotter dans l'air. D'un regard, il la fait revenir dans les coulisses : la cape s'en va à petits pas rapides comme si elle était une personne prise en faute. Le lapin s'est cependant invité dans les tours d'Ala Bahma. Alors que le magicien, qui a du mal à prononcer le mot de prestidigitation, essaie de sortir un lapin de son chapeau, il n'en retire qu'une carotte, sous les rires du public. Au second essai, Bugs Bunny remonte sous la veste du magicien jusqu'au col, en passant par le bras. Bugs se retrouve à nouveau museau contre nez et menace le magicien. Ce dernier lui demande de partir s'il ne veut pas faire rater le spectacle. Ce qui donne des idées à Bugs, qui lui dit alors vouloir l'aider. Après avoir eu le même problème que le magicien pour dire prestidigitation, il plonge dans le chapeau en se servant de la tête de son adversaire comme plongeoir. Il prononce la formule magique et se sort lui-même du chapeau, en se tenant par ses propres oreilles (de fait, il flotte dans l'air). Il salue ainsi le public et le magicien. Ce dernier cherche à s'emparer du lapin, mais il se retire vivement dans le chapeau. Puis il revient momentanément pour embrasser le magicien sur la bouche et nouer ses longues moustaches en y ajoutant un petit nœud. 
Bugs a maintenant sorti du chapeau un panneau demandant de l'attirer à l'aide d'une carotte. Le magicien a déposé une carotte sur le bord du chapeau, mais tient prêt un gros maillet derrière son dos. Bugs sort une main, qui se comporte comme un chien renifleur à la recherche du légume appétissant. Au moment où Bugs va découvrir la carotte, le magicien se prépare à le frapper, mais la main de Bugs est plus prompte et c'est lui qui assomme son adversaire. Peu après, le magicien enfourne sa main dans le chapeau pour attraper le lapin. Il croit le tenir enfin, mais une folle bataille s'engage et c'est le lapin qui l'amène dans le chapeau. Finalement, Bugs s'extrait du chapeau en chantonnant. C'est compter sans la détermination du magicien, qui, depuis l'intérieur du chapeau, le reprend. Ils se battent furieusement dedans. Le magicien en sort à son tour et condamne l'entrée du chapeau avec des planches et des clous. Reprenant le cours du spectacle, le magicien demande l'assistance d'un enfant dans le public. Bugs Bunny se présente sur la scène, déguisé et parlant comme un petit garçon. Ne le reconnaissant pas, le magicien lui donne discrètement des instructions pour son tour du panier indien (en) percé par des sabres. Le magicien fait à Bugs  un clin d'œil de complicité, rendu par Bugs. Une fois Bugs dans le panier, le magicien commence à traverser un des sabres. Il entend alors un cri de douleur du lapin et prend peur. Angoissé, le magicien continue cependant son tour malgré les cris répétés de Bugs. Soudain, il s'aperçoit que c'est le « petit garçon » à l'extérieur du panier qui lui donne les sabres, tout en criant. Découvert, Bugs quitte son déguisement et plonge vers le chapeau. Mais il a oublié que l'entrée était fermée, et il s'écrase dessus. Armé d'un très grand sabre, le magicien vient à lui. Le lapin ne s'enfuit pas mais joue à Un, deux, trois, soleil (Red Light, Green Light, en version originale) avec le magicien, qui s'immobilise (dans une position périlleuse) à chaque fois que le lapin se retourne et prononce « red light ». Une fois le magicien assez proche, Bugs revêt une tenue d'escrimeur et provoque Ala Bahma. Une bataille échevelée s'ensuit, jusqu'à ce que Bugs se retrouve, du haut d'un balcon de la salle, à regarder tranquillement le magicien se battre tout seul. Ce dernier, fou furieux, tire sur le lapin avec un fusil de chasse. Il croit avoir gagné mais le lapin ressort par le chapeau et lui donne son prix : un cigare à pétard qu'il allume et fait exploser (gag récurrent et populaire avec un cigare, à l'époque de la création du cartoon). Bugs embrasse à nouveau le magicien, fait apparaître une tarte d'un foulard et finit par entarter le magicien. Il disparaît dans le chapeau en chantant une chanson hawaïenne d'au-revoir à la guitare.

## Animation
- Ken Harris
- Robert Cannon(non crédité)
- John McGrew : arrière-plan (non crédité)
- Ben Washam (non crédité)

## Orchestre
- Carl W. Stalling : directeur musical
- Milt Franklyn : chef d'orchestre (non crédité)

## Fiche technique
- Producteur : Leon Schlesinger
- Réalisateur : Chuck Jones 	(comme Charles M. Jones)
- Scénariste : Tedd Pierce (comme Ted Pierce)
- Distribution : Warner Bros. Pictures (1942, États-Unis, cinéma) - Videomatic International Corp. (1985, États-Unis, VHS) - MGM/UA Home Entertainment (1993, États-Unis, video/laserdisc) - Warner Home Video (2005, États-Unis, DVD)
- Format : 1,37 :1 Technicolor
- Musique : Carl W. Stalling
- Montage : Treg Brown (non crédité)
- Langue : Anglais

## Distribution

### Voix originale
- Mel Blanc : voix de Bugs Bunny et d'Ala Bahma (non crédité)

### Voix française

#### Doublage alternatif
- Guy Piérauld : Bugs Bunny

#### Redoublage
- Gérard Surugue : Bugs Bunny
- Bernard Métraux : Ala Bahma